# HALF TIME
HALF TIME株式会社は、創業社長の磯田裕介が2017年7月に設立した日本の企業。
現在は人材事業並びにPR事業を展開している。人材事業ではスポーツ団体やスポーツ関連企業を含め法人向け採用支援を行っている。
PR事業では自社メディア「HALF TIMEマガジン」や自社主催イベント「HALF TIME Conference」の運営や企業向けPR・ブランディング支援を行う。

## 沿革
- 2017年8月 -  人材採用支援事業に特化した会社、HALF TIME株式会社を設立し代表取締役に磯田裕介が就任。
- 2019年7月 -  スポーツ業界向け 人材・メディアサービス提供開始。
- 2019年7月 -「Global Sports Business Conference 2019 presented by HALF TIME」開催。[2]
- 2019年12月 - プロスポーツチームやスポーツ協会・連盟などと「複業スポンサー営業」プロジェクトを開始。[3]
  - 湘南ベルマーレ、東京ヴェルディ、横浜FC、FC町田ゼルビア、レバンガ北海道、岩手ビックブルズ、仙台89ERS、琉球アスティーダ、日本障がい者サッカー連盟、日本フライングディスク協会の計10団体が協働。

- 2020年2月 - スポーツコンテンツを活用したクラウドファンディング拡大に向け、株式会社CAMPFIREと業務提携を実施。
- 2020年8月 -  社会人向けスポーツビジネスアカデミー「HALF TIME Global Academy」を開講。Blue United CorporationのPresident & CEOの中村武彦氏が学長に就任。
- 2020年8月 -  デュアルキャリア株式会社、HALF TIME株式会社、株式会社マネーフォワードの3社でJクラブと新規スポンサー企業のマッチング機会を提供する「Jクラブ スポンサーマッチングプロジェクト」を発足し27クラブが参画。[4]
- 2021年2月 -　現役・元アスリート向けキャリアアカデミー「アスリートキャリアオーナーシップアカデミー」を開講。
- 2021年10月 - JリーグFC岐阜とのグリーンパートナー締結[5]